# Pucciniomycotina
Rostsvamparna, Pucciniomycotina, är synnerligen strängt specialiserade och obligata parasiter på kärlväxter bland fanerogamer och kryptogamer. Rostsvamparna är en relativt välkänd grupp i och med att de flesta av dem är svåra skadegörare på kulturväxter och skogsträd. Svamparna kan orsaka stora ekonomiska förluster. För att man effektivt ska kunna bekämpa svampangrepp har en ingående kännedom om deras utveckling och fortplantning krävt. Till skillnad från de flesta andra basidiesvampar saknar rostsvamparna fruktkroppar. Rostsvamparnas basidier utvecklas i stället från klamydosporartade celler som i kallare klimat även tjänstgör som övervintringsorgan. Rostsvamparnas antal är drygt 3 000 arter och man räknar med att ungefär 1 800 av dessa är av släktet Puccinia.